# Омореги, Юстин
Ю́стин Оморе́ги (нем. Justin Omoregie; род. 21 сентября 2003) — австрийский футболист, полузащитник клуба «Ред Булл Зальцбург».

## Клубная карьера
Омореги — воспитанник клубов «Асперн», Фёрст, «Аустрия» и «Ред Булл Зальцбург». 23 июля 2021 года в матче против «Капфенберга» он дебютировал во Второй лиге Австрии за дублирующий состав последнего. В 2024 году Омореги на правах аренды перешёл в «Хартберг». 26 июля в матче Кубка Австрии против «Бишофсхофена» он дебютировал за основной состав. В этом же поединке Юстин забил свой первый гол за «Хартберг». 3 августа в матче против ЛАСКа он дебютировал в австрийской Бундеслиге.

## Международная карьера
В 2022 году Омореги в составе юношеской сборной Австрии принял участие в юношеском чемпионате Европы в Словакии. На турнире он сыграл в матчах против команд Англии, Израиля, Сербии и Словакии.